# Mocro Maffia: Tatta
Mocro Maffia: Tatta, soms simpelweg afgekort tot Tatta, is een Nederlandse dramatische misdaadfilm uit 2023 geregisseerd door Victor D. Ponten en Joeri Holsheimer. De film is een spin-off van de serie Mocro Maffia en ging op 28 april 2023 in première.

## Verhaal
De film volgt Rinus Massing, beter bekend als Tatta, die na de mislukte ontvoering van Samira zo ver mogelijk probeert te vluchten. Echter nog voordat hij met zijn gezin kan vluchten wordt een aanslag op zijn woonplek gepleegd waar al zijn geld in vlammen op gaan. Hierop besluit hij een wraakplan voor te bereiden tegen zijn voormalige bondgenoot en drugsbendeleider Paus. Tatta weet dat het hem nooit alleen lukt, dus schakelt hij de hulp van zijn oudere broer Otto in door hem te helpen ontsnappen uit de gevangenis.

## Rolverdeling
| acteur            | personage             |
| ----------------- | --------------------- |
| Robert de Hoog    | Rinus 'Tatta' Massing |
| Mads Wittermans   | Otto Massing          |
| Zineb Fallouk     | Samira Al Sadiqi      |
| Khalid Alterch    | Tonnano               |
| Marieke Westenenk | Chantal Massing       |
| Saïd Boumazoughe  | Ashraf Makhloufi      |
| Boris Saran       | Melvin                |
| Lucas Reijnders   | Nino Massing          |
| Márk Márfi        | Laszlo                |
| Lídia Danis       | Rosalia               |
| Szabina Vágin     | Eszmeralda            |
| Zsolt Páll        | Gábor                 |
| Ismael El Tarhabi | Selim                 |
| Rayan Boujemaoui  | Rayan Al Sadiqi       |
| Sarah Bennink     | Kaouter Al Sadiqi     |
| Frans Dam         | Jaxon                 |
| Roy Witte         | Arie                  |
| Ivan Jovic        | Barry                 |
| Amalito van Aerde | Knabbel               |
| Guneshan Eryilmaz | Babbel                |

## Achtergrond
De film werd geregisseerd door Victor D. Ponten in samenwerking met Joeri Holsheimer en geproduceerd door Annemieke van Vliet en Femke Bennink. Het scenario van de film werd geschreven door Ponten en Matthijs Bockting. Hoofdrollen in de film waren weggelegd voor onder anderen Robert de Hoog, Mads Wittermans, Zineb Fallouk, Khalid Alterch en Marieke Westenenk.

## Release
De film is een spin-off van de serie Mocro Maffia en speelt zich af tussen het vierde en vijfde seizoen. Op 6 april 2023 werd de eerste teaser trailer van de film uitgebracht, deze werd op 21 april 2023 opgevolgd door een volledige trailer. Mocro Maffia: Tatta ging op 28 april 2023 in première op streamingdienst Videoland.